# Nag Arnoldi
Nag Arnoldi (n. 18 septembrie 1928, Locarno, Cantonul Ticino, Elveția – d. 11 februarie 2017, Lugano, Cantonul Ticino, Elveția) a fost un sculptor, pictor și profesor elvețiano-italian. El este actualmente sculptorul ticinez cel mai cunoscut pe plan mondial.

## Biografie

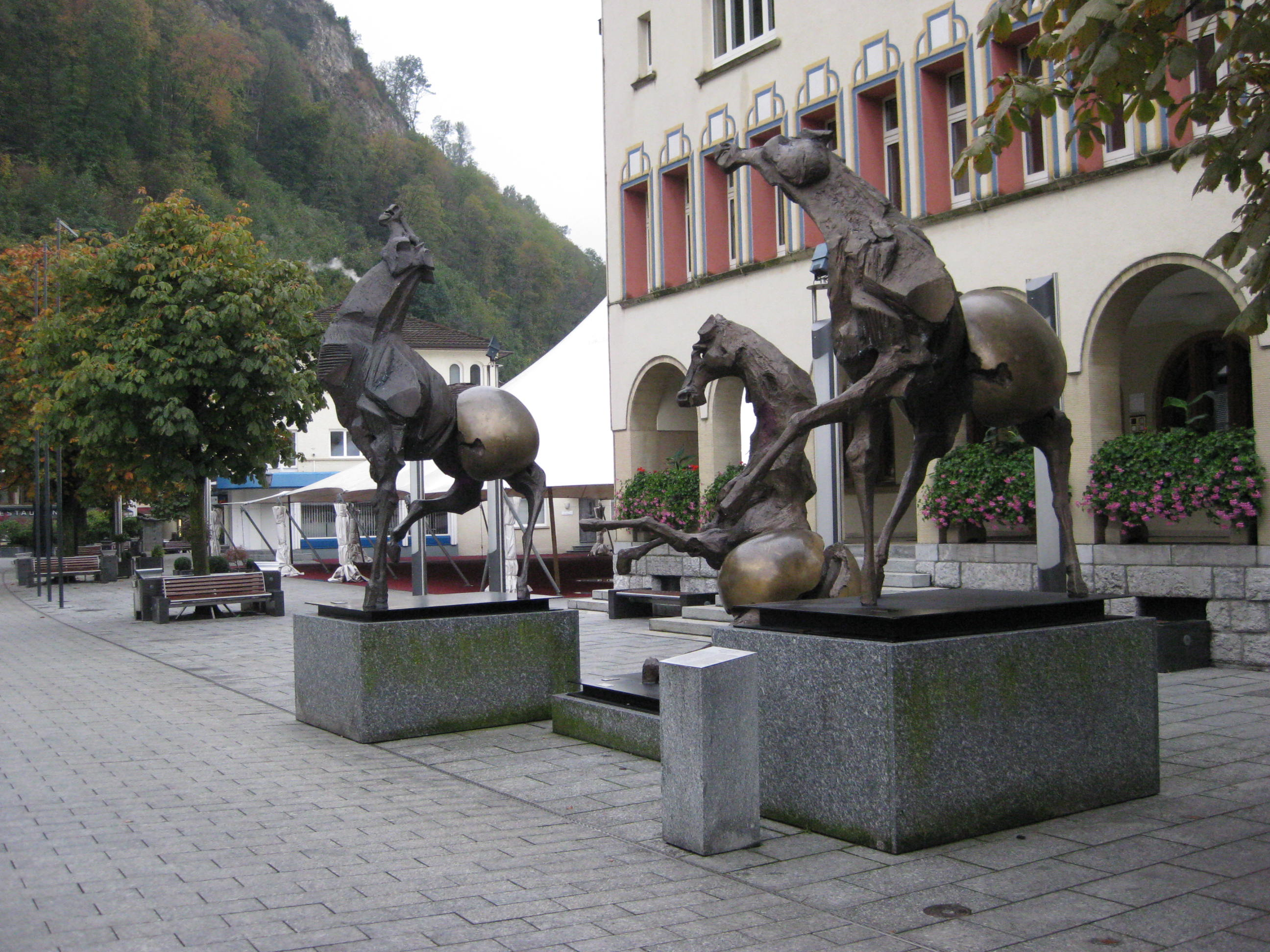
Cei trei cai de bronz sculptați de Nag Arnoldi în fața Primăriei orașului Vaduz.

S-a format pe plan artistic în atelierul din Lugano format din Mario Chiattone, Antonio Chiattone, Carlo Cotti, Giuseppe Foglia și Filippo Boldini.
Începând din 1954 el a început să-și expună picturile în mai multe expoziții organizate la Lugano și în orașele învecinate, iar apoi, în următorii ani, a participat la expoziții din ce mai importante ce au avut loc în toate marile orașe elvețiene. A început să fie interesat de sculptură în 1960, atunci când a călătorit în Mexic (unde locuiește fratele său) și a intrat în contact cu arta indigenă maya și aztecă, precum și cu civilizațiile precolumbiene.
Expune mai mult și mai des pe continentul american, în Mexic, dar și în Puerto Rico, Insulele Virgine, precum și în Statele Unite ale Americii. Începând din anii '70 s-a dedicat în principal sculpturii. Din 1971 locuiește la Comano, deplasându-se periodic la Veneția și Ciudad de Mexico.
Muzeul Cantonal de Artă din Lugano conține următoarele sale lucrări:
- Cal, 1956, pastel de ceară pe hârtie cartonată
- Natură moartă, 1956, pastel de ceară pe carton
- Cai, 1982, serigrafie în trei culori pe hârtie
- Mlaștină, 1971, bronz.

Alte lucrări ale sale se află în următoarele locuri:
- Comologno, casele din sat, frescele de pe fațadă, anii '50 și '60;
- Spruga, Oratoriul Santa Croce, crucifixul din bronz de pe fațadă, 1960;
- Comano, Oratoriul sfinților Rochus și Sebastian, peretele inferior al corului, fresca Răstignirii (Cristos pe un fundal roșu), 1980; sculpturi de cavaleri și de cai din bronz în grădina publică;
- Neggio, biserica parohială Santa Maria Annunziata, masa de bronz a altarului, 1982;
- Camorino, biserica parohială San Martino, altarul, amvonul, cristelnița și Via Crucis, 1994;
- Calonico, biserica parohială San Martino, statuia din bronz a Sf. Martin, 1997;
- Vaduz, în fața primăriei, Tre cavalli, sculpturile a trei cai din bronz, 2002.